# Северодвинская фауна

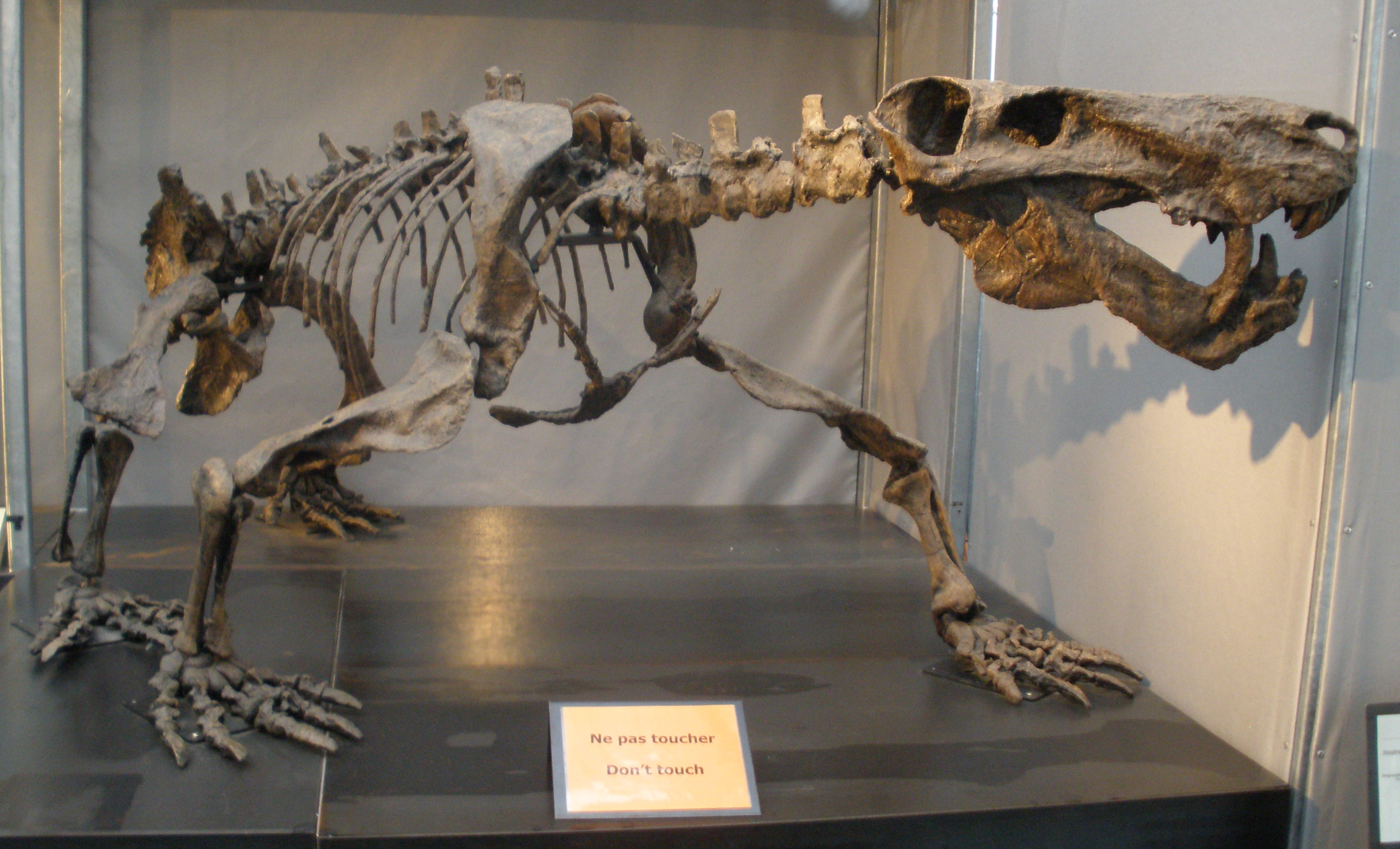
Скелет иностранцевии — самого крупного известного хищника северодвинской фауны

Северодвинская фауна — комплекс животных, обитавших в Европейской части России в конце татарского отдела пермского периода. Открыта и впервые раскопана в 1896 году В. П. Амалицким  в береговых обнажениях костеносных линз песков «Соколки» реки Малая Северная Двина у деревни Новинки (в окрестностях города Котлас Архангельской области).  Местонахождения Соколковского субкомплекса: Соколки (реперное), Аверинское, Адамовка, Аристово, Блюменталь-3, Боевой, Болтинская, Большое Линово, Вомба-Кассы, Вязовка-1, Горький-1, Завражье, Зубочистенка-2, Кадыевская, Ключевка, Ключевой Овраг, Обирково, Орлецы, Покровка, Пронькино, Савватий, Саларево, Стриженская Гора, Титова Гора, Тоншаево.
В состав северодвинской фауны входят батрахозавры, котилозавры и терапсиды. Первые представлены малоподвижными водными формами (котлассия, карпинскиозавр), вторые — полуводными растительноядными (крупные Pareiasauridae). Среди терапсид были и мелкие, видимо, наземные хищные цинодонты (двиния) и тероцефалы (например, Annatherapsidus) и растительноядные дицинодонты, а также обитавшие по берегам крупные хищные териодонты (такие, как иностранцевия, православлевия). Местонахождения сходной фауны в России обнаружены также в бассейне Вятки, Средней Волги и в Заволжье. Фауна, близкая к северодвинской, раскопана в Южной Африке. Очевидно, что в конце пермского периода наземные фауны такого типа были характерны для большинства районов Земли.